# Batracomorphus rutshurensis
Batracomorphus rutshurensis är en insektsart som beskrevs av Evans 1955. Batracomorphus rutshurensis ingår i släktet Batracomorphus och familjen dvärgstritar. Utöver nominatformen finns också underarten B. r. parmenio.